# Zúbova Shtxel
Zúbova Shtxel (en : Зубова Щель)? és un seló del districte de Lázarevskoye de la unitat municipal de la ciutat de Sochi del krai de Krasnodar, al sud de Rússia. Està situat a la riba dreta del riu Txemitokvadzhe o Chimit, a 1 km de la riba nord-est de la mar Negra, 36 km al nord-oest de Sotxi i 138 km al sud-est de Krasnodar, la capital del krai. Tenia 253 habitants el 2010.
Pertany al ókrug rural Kichmaiski.

## Història
Apareix en els registres del Vólost de Lázarevskoye del raión de Tuapsé del óblast de Kubán-Mar Negre el 1923. El 1930 estava establert en Zúdova Shchel el kolkhoz 6 let bez Ilicha.

## Llocs d'interès
La localitat se situa a l'estreta vall del Txemitokvadzhe, envoltat de muntanyes boscoses apropiades per a l'excursionisme. Destaquen les cascades que forma el riu Txemitokvadzhe en el seu curs alt i els seus afluents, pocs quilòmetres al nord de la localitat. En la localitat hi ha un monument als caiguts en la Gran Guerra Pàtria.

## Transport
Al sud-oest de la localitat es troba el mikroraión Chemitokvadzhe, en la costa del mar Negre, on es troba una plataforma ferroviària de la línia Tuapsé-Sujumi de la xarxa del ferrocarril del Caucas Nord i la carretera federal M27 Dzhubga-frontera abjasa.